# 米倉昌寿
米倉 昌寿（よねくら まさなが）は、江戸時代後期の大名。武蔵国金沢藩7代藩主。六浦藩米倉家10代。官位は従五位下・丹後守。

## 略歴
寛政5年（1793年）1月11日、丹波国福知山藩8代藩主・朽木昌綱の三男として誕生。文化9年（1812年）6月10日、6代藩主・米倉昌俊が死去したため、その養子として家督を継いだ。同年6月13日、11代将軍・徳川家斉に御目見する。
一橋門番や馬場先門番、和田倉門番、田安門番、竹橋門番などを歴任し、天保7年（1836年）11月に大坂京橋口定番となるが、天保9年（1838年）に不手際を起こして処罰されている。安政4年（1857年）閏5月1日、奏者番に就任する。万延元年（1860年）6月24日に六男・昌言に家督を譲って隠居した。
文久3年（1863年）3月20日、死去。享年71。

## 系譜
父母
- 朽木昌綱（実父）
- 米倉昌俊（養父）

正室、継室
- 慶、円成院 ー 間部詮熙の娘（正室）
- 演暢院 ー 板倉勝長の娘（継室）

子女
- 朽木紘綱[1]（五男）
- 米倉昌言（六男）生母は演暢院（継室）
- 池田頼誠[2]（七男）
- 米倉昌慧
- 安部信発[3]（九男）
- 米倉正直
- 米倉昌邦
- 本多助実継室、生母は円成院（正室）
- 米倉恒子 ー 朽木為綱正室

## 関連作品
- 土曜時代劇 『隠密八百八町』（2011年、NHK、演：宮下裕治）